# Sessionseröffnung Kölner Karneval

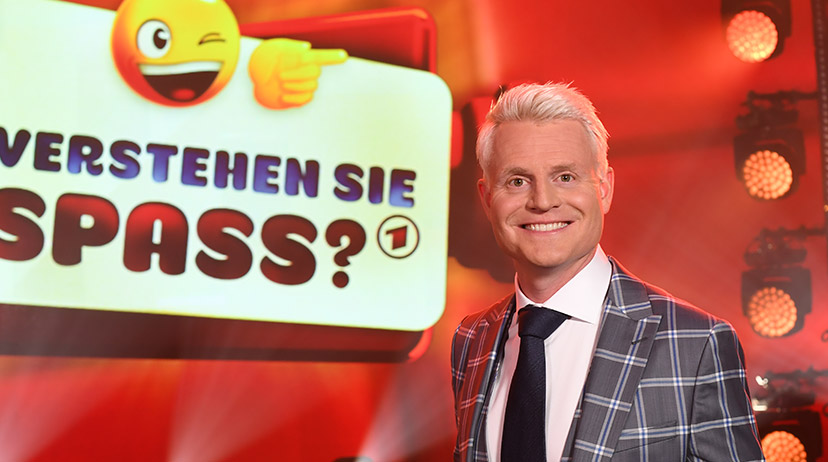
Guido Cantz

Die Sessionseröffnung des Kölner Karnevals wird seit 1995 regelmäßig im WDR am 11.11. ab 10:30 ausgestrahlt. In der Sendung wird alles zum Jubel, dass endlich der Karneval beginnt, gezeigt. Der Hauptmoderator ist Guido Cantz, der vom Heumarkt moderiert. Gleichzeitig ist die Co-Moderatorin Andrea Schönenborn in Köln unterwegs und fragt nach der Karnevals-Stimmung.